# Bilogora

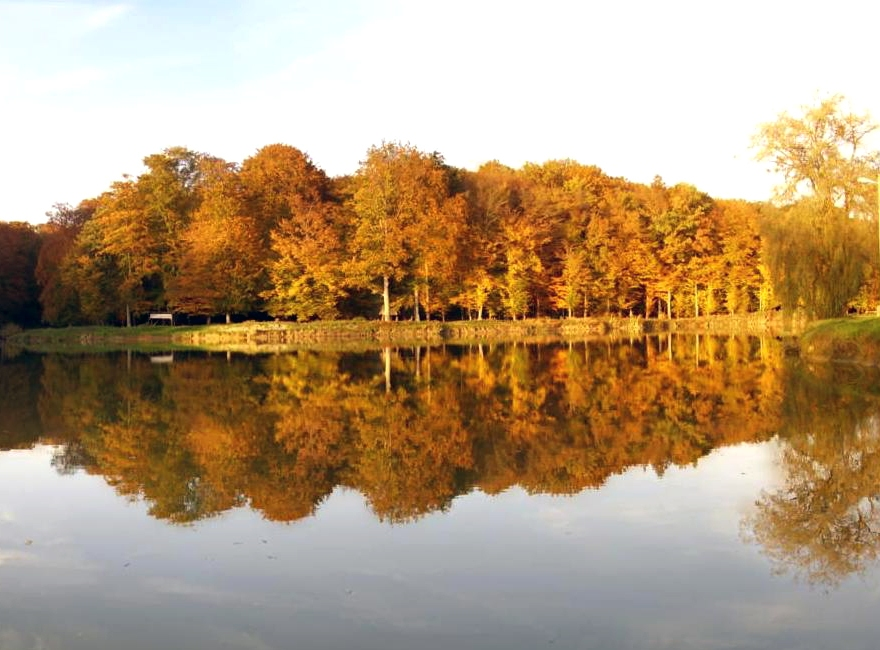
Krajobraz Bilogory

Bilogora (t. Bilo-gora, Bilo-gorje; węg. Bilo hegy) – pasmo gór niskich i wzgórz w południowej części Kotliny Panońskiej, w północnej Chorwacji (Slawonii). Należy do grupy panońskich gór wyspowych.
Bilogora rozciąga się na długości około 80 km wzdłuż południowej krawędzi doliny dolnej Drawy (Podrawia), łącząc dwa inne pasma wyspowe – Kalnik i Papuk. Szerokość pasma waha się od 45 km na krańcu północno-zachodnim przez 16–18 km pośrodku do 24 km na krańcu południowo-wschodnim. Powierzchnia gór wynosi około 1,7 tys. km² (drugie co do powierzchni pasmo górskie Chorwacji). Stoki północne są łagodne, południowe – strome. Najwyższe wzniesienia to Rajčevica (309 m n.p.m.), Koševac (302 m n.p.m.) i Bilo (294 m n.p.m.). Wzgórza są w wyższych partiach pokryte lasami, głównie dębowymi i grabowymi, a w niższych – winnicami i polami uprawnymi.
Pasmo jest zbudowane ze starych skał krystalicznych przykrytych osadami trzecio- i czwartorzędowymi. U północnego podnóża Bilogory leży pas piasków, naniesionych przez wiatry z północy. Koło miasta Đurđevac leży jedyna piaszczysta pustynia Chorwacji – Đurđevački peski. U podnóży Bilogory wydobywa się ropę naftową, gaz ziemny i lignit. Na obszarze wzgórz mają źródła rzeki Česma i Ilova – lewe dopływy Sawy.